# Delta Crateris
Delta Crateris (δ Crateris / δ Crt), conosciuta anche con il nome tradizionale di Labrum, è una stella nella costellazione del Cratere. Di magnitudine apparente +3,56, è la stella più brillante di questa costellazione. Dista 195 anni luce dal sistema solare.

## Caratteristiche fisiche
Delta Crateris è una gigante arancione di tipo spettrale K0III avente un suo raggio 22 volte quello solare e una luminosità 170 volte superiore. Come altre stelle di questo tipo ha un nucleo di elio dove questo elemento chimico viene trasformato in carbonio ed ossigeno tramite il processo tre alfa. Ha una bassa metallicità ed una velocità relativa rispetto al Sole di 68 km/s, superiore al normale, il che fa pensare che la stella provenga dall'alone galattico, ossia da una regione antica della Via Lattea dove la presenza di elementi pesanti è inferiore.